# نیک کارتر
نیکولاس جن "نیک" کارتر (به انگلیسی: Nickolas Gene "Nick" Carter) (زاده ۲۸ ژانویه ۱۹۸۰) خواننده و بازیگر آمریکایی است. او یکی از خوانندگان گروه بک‌استریت بویز است.
کارتر در شهر نیویورک آمریکا به دنیا آمد. بعد از چند سال، خانوادهٔ او به فلوریدا نقل مکان کردند.